# Lympsham
Lympsham – wieś w Anglii, w hrabstwie Somerset, w dystrykcie (unitary authority) Somerset. Leży 32 km na południowy zachód od miasta Bristol i 198 km na zachód od Londynu. W 2001 miejscowość liczyła 872 mieszkańców.